# Taenaris microps
Taenaris microps är en fjärilsart som beskrevs av Grose-smith 1894. Taenaris microps ingår i släktet Taenaris och familjen praktfjärilar. Inga underarter finns listade i Catalogue of Life.